# Siggaboda
Siggaboda este o arie protejată (arie specială de conservare — SAC, sit de importanță comunitară — SCI) din Suedia întinsă pe o suprafață de 71,6 ha, integral pe uscat.

## Localizare
Centrul sitului Siggaboda este situat la coordonatele 56°27′18″N 14°33′15″E / 56.4549°N 14.5541°E.

## Înființare
Situl Siggaboda a fost declarat sit de importanță comunitară în ianuarie 1997 pentru a proteja 1 specie de plante. Situl a fost protejat și ca arie specială de conservare în martie 2011.

## Biodiversitate
Situată în ecoregiunea boreală, aria protejată conține 2 habitate naturale: Păduri de fag Luzulo-Fagetum, Taiga vestică.
La baza desemnării sitului se află o specie protejată de  plante: Buxbaumia viridis.